# Sonia Sgambatti
Sonia Sgambatti (Barquisimeto, Venezuela, 7 de febrero de 1941 - 21 de junio de 2025) es una abogada y política venezolana. Sgambatti se ha desempeñado como senadora, magistrada de la Corte Suprema de Justicia, viceministra de Justicia y ministra encargada, además de integrante de la Comisión Femenina Asesora de la Presidencia de la República. Ha trabajado para defender los derechos de las mujeres, incluyendo la anulación del atenuante de uxoricidio por adulterio en el código penal venezolano y la reforma del código civil.

## Biografía
Hija de José Manuel Sgambatti y María del Socorro Araujo y nieta de un inmigrante italiano que se casó con una larense llamada Cristina Agüero. Sgambatti se graduó como abogada en la Universidad Central de Venezuela (UCV), obteniendo después un doctorado en ciencias penales. Fue perseguida política durante la dictadura de Marcos Pérez Jiménez.
Sgambatti se ha desempeñado como senadora, magistrada de la Corte Suprema de Justicia, viceministra de Justicia y ministra encargada, además de miembro de la Comisión Femenina Asesora de la Presidencia de Venezuela para el presidente Carlos Andrés Pérez, durante su primer periodo. También fue cofundadora de la Federación Venezolana de Abogadas en 1968 e integrante del partido político Acción Democrática, donde fue vicepresidente.
Adicionalmente ha sido profesora titular de la UCV y jefe de cátedra, delegada permanente ante la Organización de los Estados Americanos, presidente de la Comisión Interamericana para el Control y el Abuso de las Drogas (CICAD), delegada en la Comisión de la Condición Jurídica y Social de la Mujer de la Organización de las Naciones Unidas, integrante del Consejo Consultivo del Instituto Latinoamericano de Naciones Unidas para la Prevención del Delito y Tratamiento del Delincuente (ILANUD) y jueza en todas las instancias judiciales de Venezuela hasta la Corte Suprema de Justicia.
Uno de sus principales logros fue conseguir, por solicitud suya mientras era defensora pública, que la Corte Suprema de Justicia anulara el artículo 423 del Código Penal venezolano en 1980, el cual justificaba el uxoricidio y servía de atenuante en caso del homicidio de la cónyuge por adulterio. Para entonces, el artículo permitía argumentar una conmoción mental por celos y reducir la pena del victimario a un año y medio. Luego de la anulación del artículo del Código Penal, Sgambatti trabajó por la reforma del Código Civil junto con la Federación Venezolana de Abogadas y el movimiento de mujeres; antes de la reforma, el hombre en un matrimonio administraba los bienes de la sociedad conyugal y existía una disparidad en el divorcio y en la repartición de bienes. Sgambatti también defendió casos de mujeres injustamente enjuiciadas por prejuicios y estereotipos, incluyendo a Inés María Marcano, quien fue enjuiciada porque  un delincuente entró a su casa y violó a su hija pequeña; su defensa fue posible al esfuerzo de las organizaciones que presionaron en medios de comunicación.
Ha colaborado también con diversos medios de comunicación y ha escrito más de diez libros, incluyendo "La mujer: ¿ciudadana de segundo orden?", una obra que estudia las conquistas democráticas de las mujeres en el siglo XX y analiza algunas leyes venezolanas que para el momento atentaban contra la igualdad de género.